# Черепетка
Черепетка — река в России, протекает по Суворовскому району Тульской области. Правый приток реки Черепеть.

## География
Река берёт начало вблизи села Дальнерусаново. Течёт на запад. По берегам реки расположено множество деревень. На реке устроено два пруда: Богдановский и Ханинский. Основные притоки: Тосьминка, Жилень и Выпринка (правые). Черепетка впадает в Черепетское водохранилище на реке Черепеть. Устье находится в 24 км от устья Черепети по правому берегу. Длина реки составляет 27 км, площадь водосборного бассейна — 232 км².

## Ихтиофауна
В водах реки обитают пескарь, карп, щука.

## Данные водного реестра
По данным государственного водного реестра России относится к Окскому бассейновому округу, водохозяйственный участок реки — Ока от города Белёв до города Калуга, без рек Упа и Угра, речной подбассейн реки — бассейны притоков Оки до впадения Мокши. Речной бассейн реки — Ока.
Код объекта в государственном водном реестре — 09010100512110000019579.